# 아이치큐하쿠키넨코엔역
아이・치큐하쿠 기념공원역(일본어: 愛・地球博記念公園駅 아이・치큐하쿠키넨코엔에키[*])은 일본 아이치현 나가쿠테시에 있는 철도역이다.

## 타는 곳
| 1·2 | ■ 동부구릉선(리니모) | 야쿠사 방면                  |
| 3·4 | ■ 동부구릉선(리니모) | 게이다이도리·후지가오카 방면 |

## 역세권 정보
- 사랑 지구 박람회 기념 공원
- 아이치 현립 대학
- 아이치 현도 제6호선

## 역사
- 2005년 3월 6일: 만박회장역(일본어: 万博会場駅)으로 영업 개시.
- 2006년 4월 1일: 현재 명칭으로 변경.

## 사진

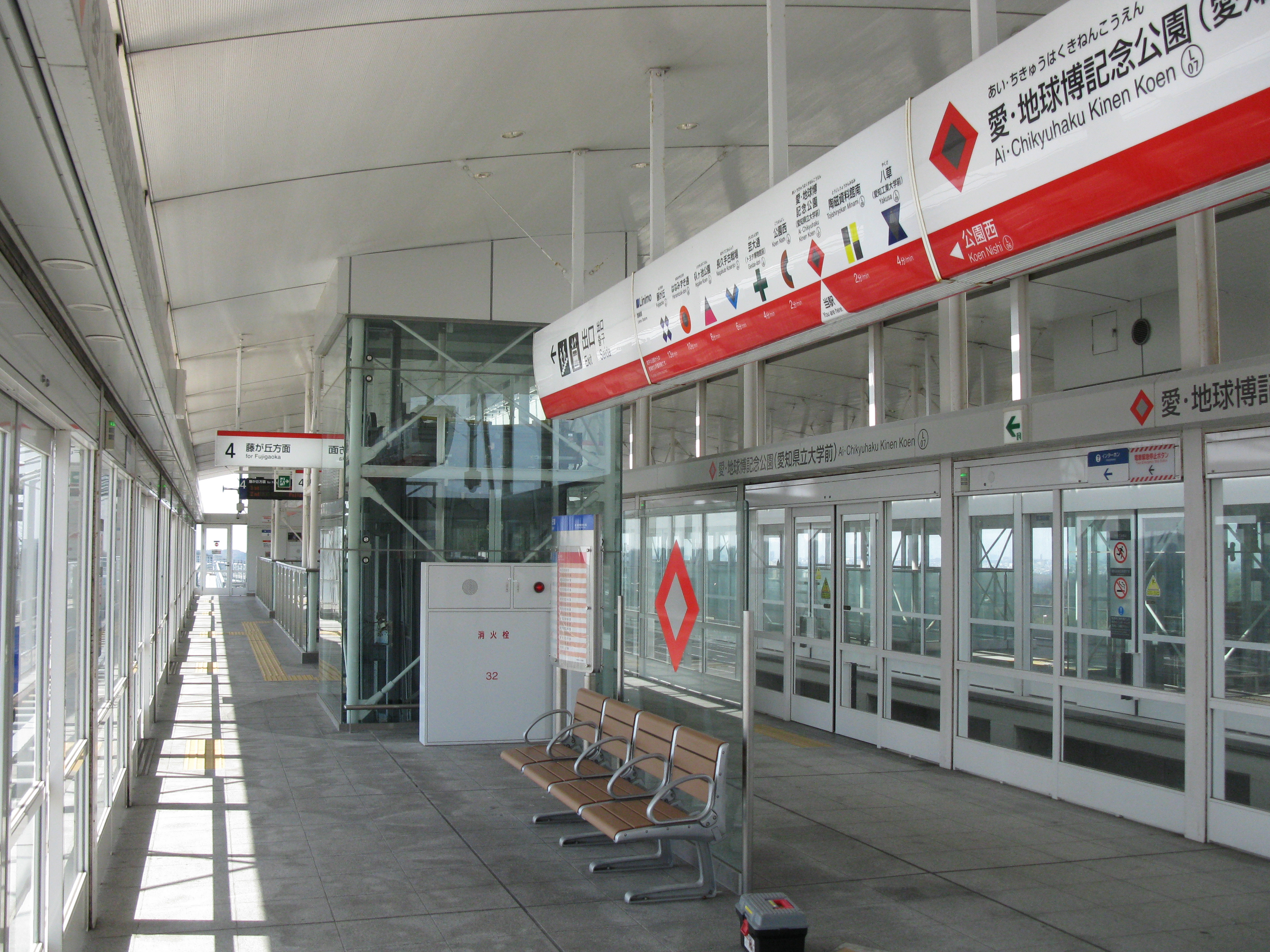
후지가오카 방면 승강장 모습(2010년 3월 17일)
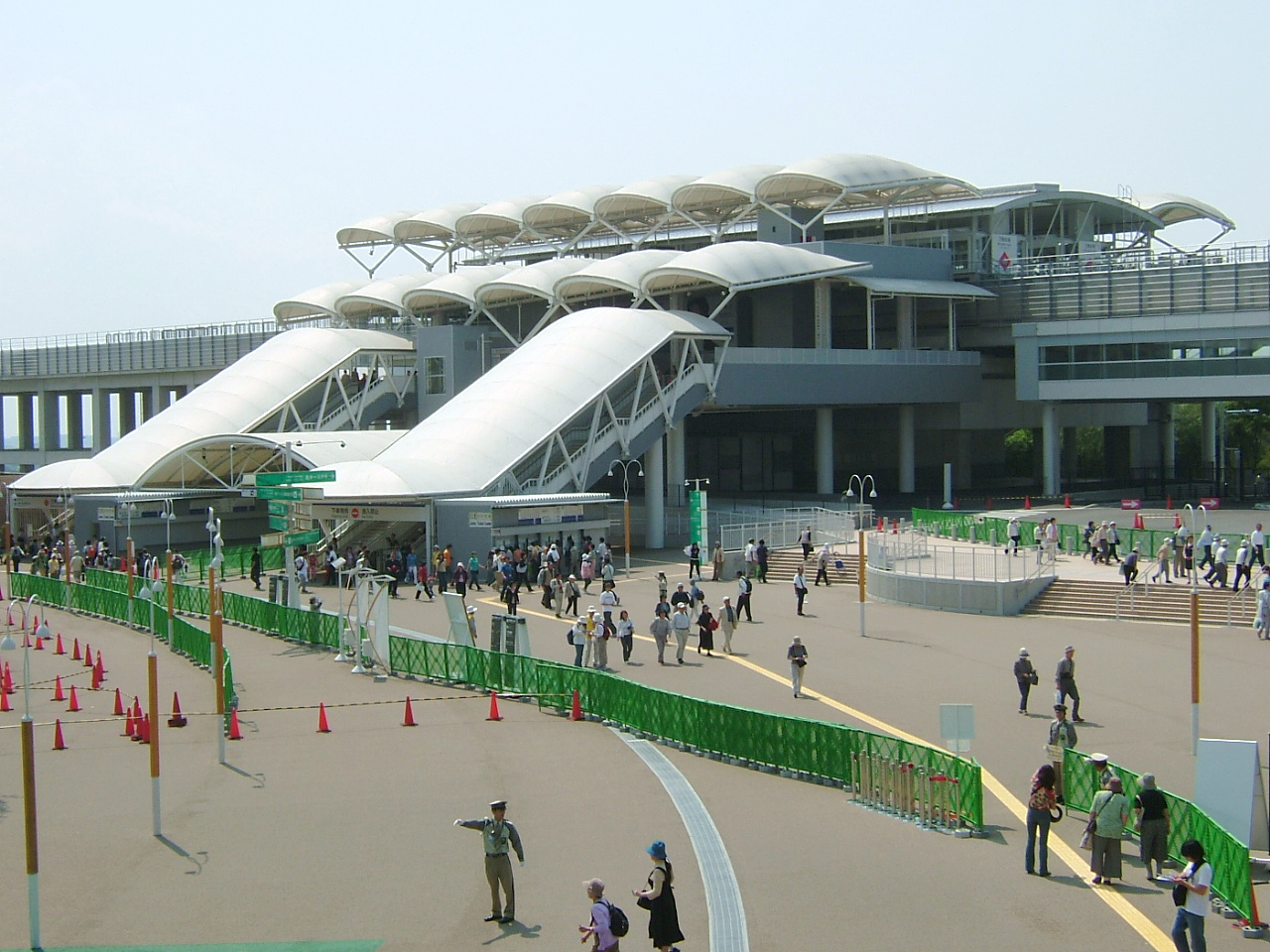
2005년 세계 박람회가 열린 시절 외관 모습

## 인접역
| 아이치 고속 교통 동부구릉선(리니모) | 아이치 고속 교통 동부구릉선(리니모) | 아이치 고속 교통 동부구릉선(리니모) |
| ----------------------------------- | ----------------------------------- | ----------------------------------- |
| L 06 고엔니시 후지가오카 방면       |                                     | 도자기 자료관 남쪽 L 08 야쿠사 방면 |